# Оберон (митология)
Вижте пояснителната страница за други значения на Оберон.
Оберон е митологична фигура, легендарен крал на елфите и феите в средновековната литература и тази на Ренесанса. Той се появява като герой в Шекспировата пиеса „Сън в лятна нощ“, където е съпруг на кралицата на елфите – Титания. Оберон е също така герой на френски героични поеми от края на XIII век и началото на XIV век.